# فرشته‌ماهی پادشاه
فرشته‌ماهی پادشاه (نام علمی: Holacanthus passer) نام یک گونه از تیرهٔ فرشته‌ماهیان است.